# Mălușteni
Mălușteni je rumunská obec v župě Vaslui. Žije zde přibližně 1 800 obyvatel. Skládá se ze šesti částí.

## Části obce
- Mălușteni – 661 obyvatel
- Ghireasca – 147 obyvatel
- Lupești – 338 obyvatel
- Mânăstirea – 71 obyvatel
- Mânzătești – 257 obyvatel
- Țuțcani – 328 obyvatel